# Wohnhaus Schnoor 16

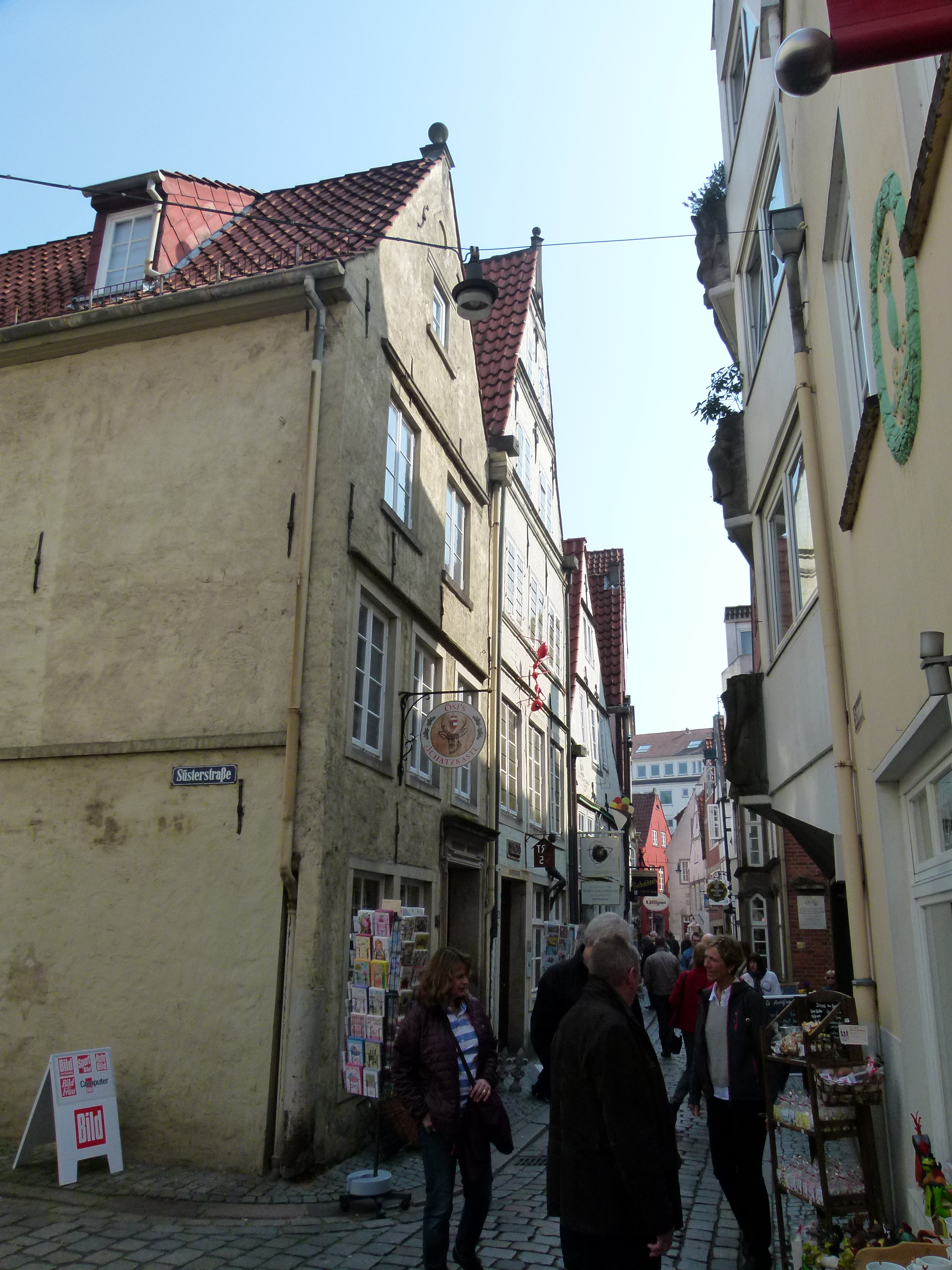
Schnoor 16, links

Das Wohnhaus Schnoor 16 befindet sich in Bremen, Stadtteil Mitte im  Schnoorviertel, Schnoor 16 Ecke Süsterstraße. Es entstand in der ersten Hälfte des 16. Jahrhunderts.
Das Gebäude steht seit 1973 unter Bremer Denkmalschutz.

## Geschichte
Die ursprüngliche Bevölkerung des Schnoors bestand überwiegend aus Flussfischern und Schiffern. In der Epoche des Klassizismus und des Historismus entstanden von um 1800 bis 1890 die meisten oft kleinen Gebäude. Im weiteren Verlauf wurde es zum Arme-Leute-Viertel, das in weiten Bereichen verfiel – vor allem nach dem Zweiten Weltkrieg.
1959 wurde von der Stadt ein Ortsstatut zum Schutz der erhaltenswerten Bausubstanz beschlossen. Die Häuser wurden dokumentiert und viele seit den 1970er Jahren unter Denkmalschutz gestellt. Ab den 1960er Jahren fanden mit Unterstützung der Stadt Sanierungen, Lückenschließungen und Umbauten im Schnoor statt.
Das dreigeschossige, verputzte Giebelhaus mit einem Satteldach, der betonten Giebelspitze, den beiden  Wappensteinen in der Süsterstraße von 1615 von den Bürgermeistern Johann Schlichting und Johann Heerde (der Ältere) sowie der Inschrift Anno 1738 über der Tür wurde in der ersten Hälfte des 16. Jahrhunderts (1501/1550) in der Epoche der späten Gotik und der Renaissance gebaut. Das barocke Portal stammt von 1738. 1967/68 wurde das Haus umgebaut und saniert.

Heute (2018) wird das Haus durch einen Laden (Bernstein Atelier), Büros und zum Wohnen genutzt.
Der niederdeutsche Straßenname Schnoor (Snoor) bedeutet Schnur: Hier stehen die Häuser wie an einer Schnur aufgereiht. Der Name kam aber durch das Schiffshandwerk und der Herstellung von Seilen und Taue (= Schnur). 